# Ara Abrahamian

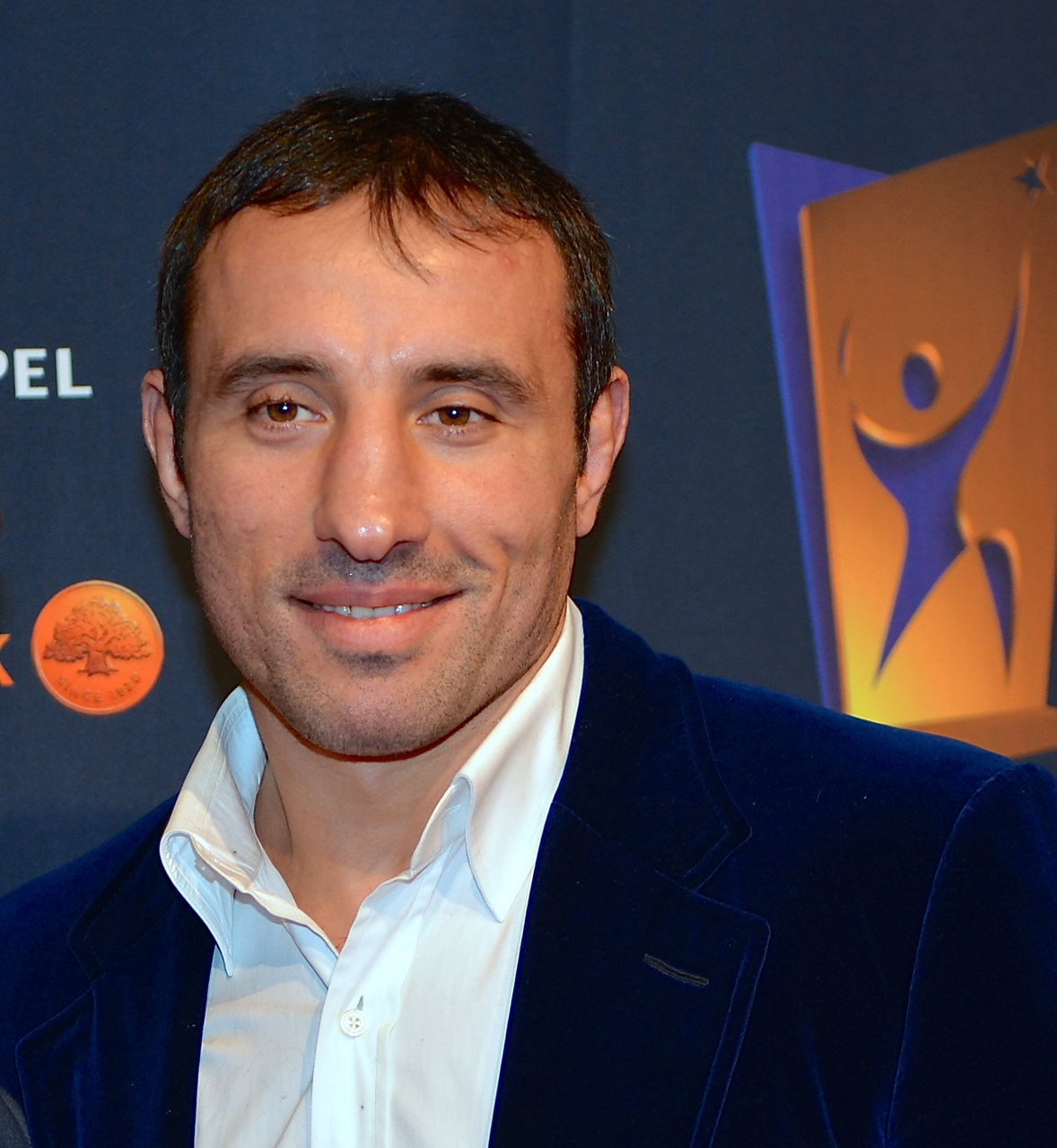
Ara Abrahamian 2014

Ara Abrahamian (armenisch Արա Աբրահամյան; * 27. Juli 1975 in Leninakan) ist ein schwedischer Ringer mit armenischer Herkunft, zweifacher Weltmeister und Silbermedaillengewinner bei den Olympischen Spielen 2004. Abrahamian ringt im griechisch-römischen Stil. Der Geschäftsmann aus Stockholm ringt beim Verein Sparvägen Stockholm.
Ara Abrahamian begann 1985 mit dem Ringen. 1994 nahm er bei den Europameisterschaften der Espoirs teil, wo er den siebenten Rang belegte. Bei der WM 1999 ging er erstmals für Schweden an den Start und wurde Siebenter.
Bei den Olympischen Sommerspielen 2008 in Peking sorgte er für einen Eklat. Unzufrieden über eine von ihm als parteiisch wahrgenommene Jury-Entscheidung im Halbfinale legte er nach Übergabe der Bronzemedaille noch während der laufenden Zeremonie seine Medaille in die Mitte des Rings und verließ die Halle. Anschließend sagte er „Ich denke, meine Niederlage im Halbfinale war total ungerecht. Die strittigen Regeln zeigen, dass die FILA nicht fair handelt.“ und „Mich interessiert diese Medaille nicht, ich wollte Gold“ und erklärte seinen Rücktritt vom aktiven Sport. In der Folge wurde ihm die Bronzemedaille vom IOC für seine Verletzung der Fairplay-Regel offiziell aberkannt und nicht neu vergeben.

## Erfolge
- 1998, 17. Platz, WM in Gävle, GR, bis 85 kg, nach einem Sieg über Christos Katsaros, Griechenland und Niederlagen gegen Marko Asell, Finnland und Aljaksandr Sidarenka, Belarus
- 1999, 7. Platz, WM in Athen, GR, bis 76 kg, nach Siegen über Paul Perez, Venezuela, David Manukjan, Ukraine, Ewgeni Erofailow, Usbekistan und einer Niederlage gegen Tariel Melelaschwili, Georgien
- 2000, 6. Platz, EM in Moskau, GR, bis 76 kg, u. a. hinter Wjatscheslaw Makarenko, Belarus und David Manukjan
- 2000, 6. Platz, OS in Sydney, GR, bis 76 kg, nach Siegen über Lewon Geghamjan, Armenien und Dimitrios Avramis, Griechenland und Niederlagen gegen Murat Kardanow, Russland und Jin Soo Kim, Südkorea
- 2001, 2. Platz, EM in Istanbul, GR, bis 76 kg, hinter Alexei Mischin, Russland und vor Nazmi Avluca, Türkei
- 2001, 1. Platz, WM in Patras, GR, bis 76 kg, nach Siegen über Scott Seeley, Kanada, Juri Witt, Usbekistan, Odelis Herrero, Kuba, Sergios Solonikis, Griechenland und Alexei Mischin
- 2002, 2. Platz, EM in Seinäjoki, GR, bis 84 kg, nach Siegen über Tonis Naarits, Estland, Attila Bátky, Slowakei, Sándor Bárdosi, Ungarn und Wjatscheslaw Makarenko und einer Niederlage gegen Hamza Yerlikaya, Türkei
- 2002, 1. Platz, WM in Moskau, GR, bis 84 kg, nach Siegen über Valdas Sidlauskas, Litauen, Mélonin Noumonvi, Frankreich, Hamza Yerlikaya, Lewon Geghamjan, Georgien und Alexander Menschtschikow, Russland
- 2003, 2. Platz, WM in Créteil, GR, bis 84 kg, nach Siegen über Valdas Sidluskas, Mohamad Abd El Fatah, Ägypten, Bojan Mijatov, Serbien-Montenegro, Hamza Yerlikaya und Fritz Aanes, Norwegen und eine Niederlage gegen Gotcha Ziziaschwili, Israel
- 2004, Silbermedaille, OS in Athen, GR, bis 84 kg, nach Siegen über Shingo Matsumoto, Japan, Attil Batky, Janarbek Kenjajew, Kirgisistan und Hamza Yerlikaya und eine Niederlage gegen Alexei Mischin
- 2006, 8. Platz, WM in Guangzhou, GR, bis 84 kg, nach Siegen über Jure Kohar, Slowenien und Andrea Minguzzi, Italien und eine Niederlage gegen Artur Michalkiewicz, Polen
- 2007, 5. Platz, WM in Baku, GR, bis 84 kg, nach Siegen über Andrea Minguzzi, Artur Michalkiewicz, Alim Selimau, Belarus, Zoltán Fodor, Ungarn und Niederlagen gegen Alexei Mischin und Badri Chassaia, Georgien
- 2008, 3. Platz, EM in Tampere, GR, bis 84 kg, nach Siegen über Oleg Schokalow, Russland, Mélonin Noumonvi und Andrej Baranouski, Belarus und einer Niederlage gegen Nazmi Avluca
- 2008, Bronzemedaille (aberkannt), OS in Peking, GR, bis 84 kg, nach Siegen über Kim Jung-sub, Südkorea, Yunior Estrada, Kuba und Denis Forow, Armenien und einer Niederlage gegen Andrea Minguzzi, den späteren Sieger aus Italien